# Scotopteryx vicinaria
Scotopteryx vicinaria là một loài bướm đêm trong họ Geometridae.